# Bromure de propargyle
Le bromure de propargyle, également connu sous le nom de 3-bromo-1-propyne, est un composé organobromé de formule chimique HC≡CCH2Br. Il est constitué de propyne avec un substituant brome sur le groupe méthyle. Il a un effet lacrymogène, comme les composés apparentés. Le composé est un réactif utile en synthèse organique.

## Applications
Dans les années 1960, le bromure de propargyle a été utilisé pour la première fois comme un pesticide gazeux du sol appelé « Trizone ».
Le bromure de propargyle peut également être utilisé comme intermédiaire pour la synthèse de composés organiques, y compris les produits agrochimiques et pharmaceutiques. Il forme par exemple un réactif de Grignard à basse température.

## Production
Le bromure de propargyle peut être produit par le traitement de l'alcool propargylique avec du tribromure de phosphore.

## Réactions
Le bromure de propargyle peut être utilisé dans la métathèse des énynes sur des amines propargyliques, la propargylation des spirocétones, la production d'alcools allyliques et les complexes d'énones
Les aldéhydes peuvent réagir avec du bromure de propargyle dans une réaction de type Barbier pour donner également des alcools d'alcyne.

## Sécurité
Le bromure de propargyle est un lacrymogène et un agent alkylant.
Quand le 3-bromopropyne est dilué dans du toluène dans des proportions de 20-30% en masse de toluène, ses propriétés explosives sont pratiquement éliminées.

## Voir également
- Propargylique
- Chlorure de propargyle
- Bromure d'allyle